# Димитровка
Дими́тровка (каз. Димитров) — село у складі Тайиншинського району Північноказахстанської області Казахстану. Входить до складу Рощинського сільського округу, раніше було у складі ліквідованої Макашевської сільської ради.
Населення — 70 осіб (2021; 280 у 2009, 494 у 1999, 542 у 1989).
Національний склад станом на 1989 рік:
- поляки — 35 %
- росіяни — 23 %.

Колишня назва — Дмитровка.